# Berg (Pfalz)
Berg (Pfalz) è un comune di 2.096 abitanti della Renania-Palatinato, in Germania.

Appartiene al circondario (Landkreis) di Germersheim (targa GER) ed è parte della comunità amministrativa (Verbandsgemeinde) di Hagenbach.